# Bức xạ Hawking

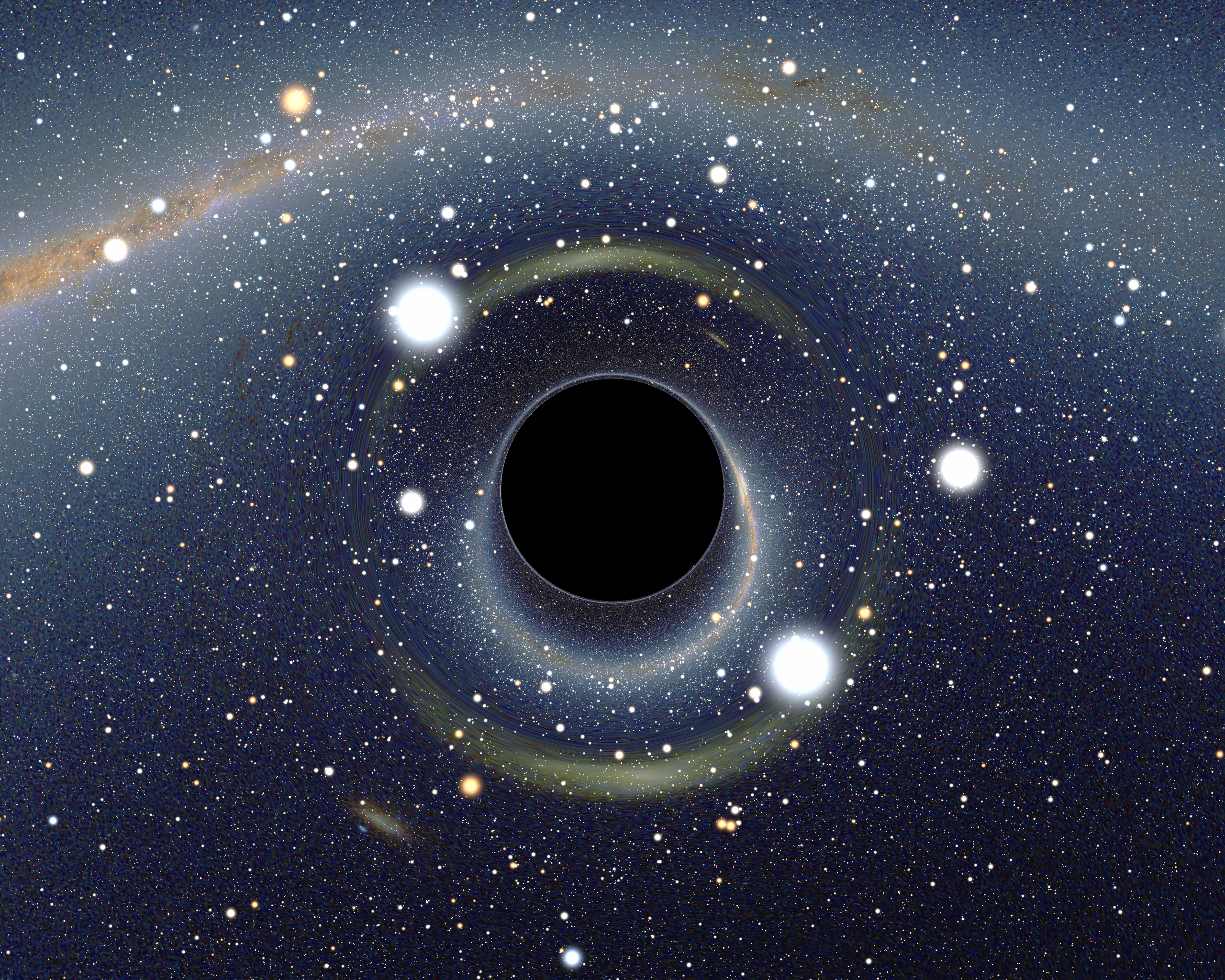
Ảnh mô phỏng một lỗ đen (trung tâm) ở phía trước một đám mây Magellan lớn. Hiệu ứng thấu kính hấp dẫn, tạo ra hai tiêu điểm mở rộng nhưng rất méo mó của nó. Ở trên đỉnh, đĩa Dải Ngân hà xuất hiện biến dạng thành một vòng cung

Bức xạ Hawking là bức xạ của vật thể đen dự đoán được phát ra bởi các lỗ đen, do hiệu ứng lượng tử gần chân trời sự kiện. Được đặt tên theo nhà vật lý người Anh Stephen William Hawking, người đã cung cấp lý luận lý thuyết cho sự tồn tại của nó vào năm 1974.
Bức xạ Hawking làm giảm khối lượng và năng lượng của các hố đen được biết đến như sự bốc hơi lỗ đen. Vì lý do này, lỗ đen không thể tăng khối lượng bằng bất cứ cách nào dự kiến sẽ co lại và cuối cùng biến mất. Hố đen siêu nhỏ được dự đoán là các nguồn phát bức xạ lớn hơn các hố đen lớn hơn nên co lại và tiêu biến nhanh hơn.
Tháng 6 năm 2008, NASA đã cho phóng Kính thiên văn vũ trụ Fermi, tìm kiếm các tia gamma dự kiến được phát ra từ sự bốc hơi của các hố đen nguyên thủy. Trong trường hợp các giả thuyết large extra dimension là chính xác, máy gia tốc hạt lớn của CERN (Tổ chức Nghiên cứu Hạt nhân châu Âu) có thể tạo ra các hố đen siêu nhỏ và quan sát sự bốc hơi của chúng. Chưa có lỗ đen nào từng được quan sát tại CERN.